# Expérience de Goldhaber
Pour les articles homonymes, voir Goldhaber.
L'expérience de Goldhaber est une expérience fondamentale de la physique des particules, réalisée par Maurice Goldhaber, Lee Grodzins et Andrew Sunyar en 1957 et qui leur a permis de mesurer l'hélicité du neutrino. Ainsi, cette expérience a de la même façon démontré que l'interaction faible s'opère selon une structure V-A, c'est-à-dire qu'à chaque vertex d'un diagramme de Feynman décrivant l'échange d'un boson W est associé un facteur {\displaystyle {\frac {1}{2}}\gamma ^{\mu }(1-\gamma ^{5})}. Cette expérience, de par son ingéniosité, est considérée comme une des plus belles du XXe siècle.

## Principe physique

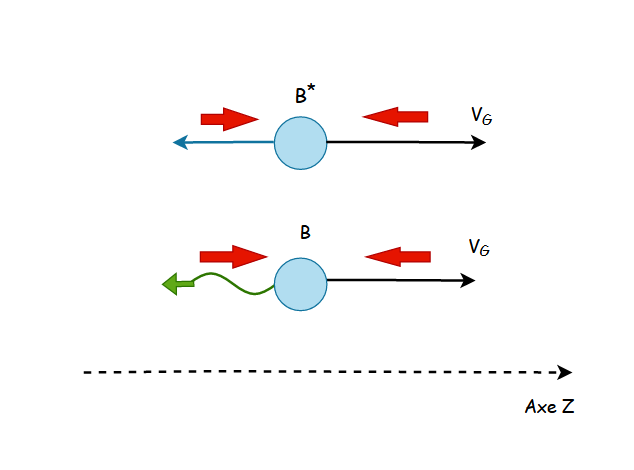
En rouge, l'orientation des spins possibles dans le cas d'un neutrino gaucher. Le photon est en vert. La flèche bleu clair dans le premier dessin représente l'impulsion de l'atome.

Les neutrinos ayant une section efficace très faible, il est très difficile de les détecter directement et a fortiori de mesurer un quelconque alignement du spin par rapport à l'impulsion. L'idée originale de Goldhaber fut de mesurer la polarisation du photon émis à la suite d'une capture électronique. Le processus type est le suivant : {\displaystyle A(J=0)+e^{-}\rightarrow B^{*}(J=1)+\nu \rightarrow B(J=0)+\gamma +\nu }
Un atome A se désintègre en un atome B dans un état excité en capturant un électron de la couche K et émet un neutrino. Cet atome B se désexcite et émet un photon. Afin de conserver le moment angulaire total, le moment angulaire de {\displaystyle B^{*}} doit pointer dans le sens opposé au spin du neutrino. De ce fait, les deux particules ont toujours la même hélicité. 
En invoquant le même argument de conservation, il peut être démontré que les hélicités du photon et du neutrino sont égales. En effet, supposons que le neutrino émis est gaucher : pour que le moment angulaire final soit égal à {\displaystyle 1}, le spin du photon doit pointer dans le sens opposé au spin du neutrino. Puisque les impulsions sont de sens contraires, les deux hélicités sont négatives. Pour un neutrino droitier, le sens des spins change et les hélicités du photon et du neutrino sont positives. Le schéma ci-contre décrit l'hélicité des différents produits de la désintégration lorsque le neutrino est gaucher. 
Goldhaber et son équipe trouvèrent que l'atome correspondant à cette chaine de désintégration est l'isotope {\displaystyle {\ce {^{152}Eu}}}, celui-ci produisant le {\displaystyle {\ce {^{152}Sm}}}. Il ne reste maintenant qu'à trouver comment déterminer la direction du neutrino et la polarisation du photon.
Tout d'abord, il est possible de déduire la direction du neutrino en étudiant celle du photon. Pour cela, ils utilisèrent le principe d'émission résonnante : le photon émis au stade final peut être réabsorbé par un autre atome de samarium si son énergie correspond à celle de l'état excité ({\displaystyle 960} keV). Cependant, lors de l'émission d'un photon par un atome, ce dernier subira un recul. L'énergie totale sera partagée entre l'atome et le photon, qui n'aura donc pas assez d'énergie pour exciter à son tour un autre atome. Or puisque l'atome de samarium possède déjà une impulsion due à l'émission du neutrino, le photon qui sera émis dans le sens du mouvement aura sa fréquence décalée par effet Doppler, résultant alors en un photon plus énergétique que s'il n'avait été émis dans le sens opposé au mouvement. Ainsi, seuls les photons émis vers l'avant seront capables d'exciter un autre atome qui se désexcitera par la suite. Si ces derniers photons sont détectés, il est ainsi possible d'inférer la direction des premiers photons. 
Ensuite, afin de mesurer la polarisation du photon, ils placèrent la source d'europium à l'intérieur d'un aimant de fer pour lequel le sens du champ magnétique peut être inversé (vers le haut ou vers le bas). Lorsque les photons sont émis, ils entrent en collision avec les électrons de l'aimant par diffusion Compton : si le spin du photon est dans le même sens que celui de l'électron, il est transmis. Dans le cas contraire, le photon est absorbé. Le photomultiplicateur est placé en dessous de l'aimant et de la source. Les photons qui sont détectables ont donc toujours une impulsion vers le bas. Lorsque le champ magnétique pointe vers le haut, les photons transmis sont droitiers. Au contraire, si le champ magnétique pointe vers le bas, les photons transmis sont gauchers. 
Pour conclure, si le neutrino possède effectivement une hélicité bien définie, alors il y aura plus d'événements comptés pour un certain sens du champ magnétique que pour l'autre. Le groupe de physicien trouva ainsi, en mesurant une asymétrie des comptages, que l'hélicité du neutrino est négative, c'est-à-dire que le neutrino est gaucher.